# Meződ, Baranya
Meződ este un sat în districtul Hegyhát, județul Baranya, Ungaria, având o populație de 138 de locuitori (2011). 

## Demografie
Componența etnică a satului Meződ
     Maghiari (90,07%)
     Romi (7,09%)
     Germani (2,84%)
Componența confesională a satului Meződ
     Fără religie (5,8%)
     Necunoscută (94,2%)
Conform recensământului din 2011, satul Meződ avea 138 de locuitori. Din punct de vedere etnic, majoritatea locuitorilor (90,07%) erau maghiari, existând și minorități de romi (7,09%) și germani (2,84%). Nu există o religie majoritară, locuitorii fiind  și persoane fără religie (5,8%). Pentru 94,2% din locuitori nu este cunoscută apartenența confesională.